# Chi Me nguồn
Phyllagathis là chi thực vật có hoa trong họ Mua.